# Тхин Чжо
Тхин Чжо (также Тхин Чхо, Тхин Чо, бирм. ထင်ကျော်, [tʰɪ̀ɴ tɕɔ̀]; род. 20 июля 1946 года) — мьянманский писатель, учёный и политик. Президент Республики Союз Мьянма (2016—2018).
После выборов 2015 года, на которых победила партия Национальная лига за демократию, возглавляемая Аун Сан Су Чжи, стал кандидатом на пост президента ввиду законодательного ограничения, препятствующего Аун Сан Су Чжи занимать президентский пост.
15 марта 2016 года Ассамблея Союза избрала Тхин Чжо следующим президентом; он стал первым гражданским руководителем страны за более чем 50 лет.

## Биография
Родился в Кунчхан-коуне округ Янгон, Британская Бирма (ныне Мьянма); сын учёного и писателя Миндувуна и Чжи Чжи.
Окончил Рангунский экономический институт (тогда бывший частью Университета Янгона), получил диплом магистра со специализацией в статистике, преподавал. В 1970 году перешёл работать в университетский компьютерный центр, став там программистом и системным аналитиком. Позже получил образование в Институте информатики Лондонского университета (1971—1972) и Школе менеджмента Артура Литтла в США (1987).
Тхин Чжо занимался литературным творчеством под псевдонимом Дала Бан (ဒလဘန်း), написал книгу о своём отце.

## Политическая карьера
Тхин Чжо работал в Министерстве промышленности с конца 1970-х, в 1992 году ушёл в отставку в должности заместителя начальника отдела международных экономических отношений по причине усиления контроля военных.
Занимал позицию в руководящем составе Фонда До Кхин Чжи, матери Аун Сан Су Чжи.
10 марта 2016 Тхин Чжо был номинирован на пост вице-президента Мьянмы от партии НЛД. На следующий день 274 из 317 парламентариев нижней палаты проголосовали за его кандидатуру, а 15 марта 360 из 652 членов верхней палаты парламента отдали голоса за его президентство. 30 марта 2016 года вступил в должность.
21 марта 2018 года подал в отставку по состоянию здоровья.

## Личная жизнь
Тхин Чжо женат на Су Су Лвин, депутате палаты представителей и председательнице Комитета международных отношений парламента. Тесть Тхин Чжо — У Лвин — был одним из основателей партии Национальная лига за демократию.

## Галерея
- Тхин Чжо с Президентом России Владимиром Путиным на саммите Россия-АСЕАН в Сочи. 19 мая 2016 года
- Встреча с Президентом Индии Пранабом Кумаром Мукерджи в Нью-Дели. 28 августа 2016 года
- Встреча с Премьер-министром Индии Нарендрой Моди. 5 сентября 2017 года